# 新潟県立巻工業高等学校
新潟県立巻工業高等学校（にいがたけんりつ まきこうぎょうこうとうがっこうは新潟県西蒲原郡巻町（現新潟市西蒲区）にあった県立の工業高等学校。2003年に新潟県立巻農業高等学校と統合して新潟県立巻総合高等学校となり、2005年3月に閉校した。

## 沿革
- 1962年4月1日 - 新潟県立巻高等学校の南校舎を用いて新潟県立巻工業高等学校が新設開校。
- 2003年4月1日 - 生徒募集停止。新潟県立巻総合高等学校に統合開始。
- 2005年3月 - 閉校。

## 所在地
新潟市堀山新田51-1